# 椋陽児
椋 陽児（むく ようじ、1928年11月18日- 2001年7月31日）は画家（緊縛絵師）、官能劇画家、官能小説家。
豊中夢夫（小説）、祖父江新（小説）、御匠ちせ子（小説）、落合竜二（イラスト）、落合龍二（イラスト）、落合龍三（イラスト）、佐伯双龍（コミック）、加藤弘（イラスト）、我夢（イラスト）、大阪ガロウ（漫画）等の別名義でも作品を発表している。
雑誌「裏窓」を中心に、緊縛されて陵辱される少女を描き続けた。少女のモデルは夫人だと言われている。その精緻な描写には現在でもファンが多い。現在は「SM秘小説」、「SMマニア」（月刊　いずれもマイウェイ出版）にてその作品を掲載。
成人向けのみならず、『推理クイズ ルパンからの挑戦状』（草野唯雄&川辺豊三、学習研究社、1978年）では、普通の挿絵画家として参加している。

## 作品リスト
- きつねの花嫁（マガジンファイブ）
- 見知らぬ客（マガジンファイブ）
- 淫靡邸の美少女（マガジンファイブ）
- 幻のハーレム（マガジンファイブ）
- 緊縛千一夜（マガジンファイブ）
- 牝狐の夜道（マガジンファイブ）
- 縄の仕置人（マガジンファイブ）
- 純縄物語（マガジンファイブ）
- 愛縄物語（マガジンファイブ）
- 激縄物語（マガジンファイブ）
- 情念画廊（共著　マイウェイ出版）
- 夢少女伝説（マイウェイ出版）
- 椋陽児　挿絵原画報　第一章（大洋図書）
- 縄 jyo（まんだらけ）
- 結城彩雨文庫　人妻・肛虐の旅路〈挿絵〉（フランス書院）
- 秘禁縄淫画廊（共著　マイウェイ出版）
- 愛艶三千世界（共著　マイウェイ出版）
- 人妻H恥獄の快楽（共著　マイウェイ出版）
- サタンコミックス No.1 牝縛り（サン出版）
- サタンコミックス No.2 縄姉妹（サン出版）
- サタンコミックス No.3 好色縄（サン出版）
- サタンコミックス No.4 縄好き（サン出版）
- サタンコミックス No.5 縄少女（サン出版）
- サタンコミックス No.6 縄痴態（サン出版）
- サタンコミックス No.7 縄遊戯（サン出版）
- サタンコミックス No.8 縄蜜戯（サン出版）
- JOYコミックス 恥辱縄少女（サン出版）
- JOYコミックス 濡れ縄処女（サン出版）
- JOYコミックス 恥態縄令嬢（サン出版）
- JOYコミックス 秘悦縄姉妹（サン出版）
- JOYコミックス 縄化粧（サン出版）
- 妖かしの官能美の世界　哀縄賛歌 (松文館)
- 秘蔵画集 処女狩り（SMコレクター1981年増刊　サン出版）
- 嬲獣 (愛奴恋写館秋季号 10月号増刊)〈挿絵〉
- 偏愛蒐集（共著　玄光社）
- 緊縛KINBAKU 縛り絵・責め絵の黄金時代（共著　河出書房新社）

## 関連商品
- ＤＶＤ

『若妻奴隷市』〈原作〉(アートビデオ）
夢縄(二)桃果女学生緊縛　夢流想倶楽部　編　〈パッケージイラスト　イメージ映像〉（夢流ＺＯＵ）http://www.murusou-club.com/
縄炎 ～美濃村晃の世界～ 〈インタビュー出演　音声のみ〉（シネマジック）
- 塗装済み完成品フィギュア

エロポン アダルトフィギュア第三弾 椋 陽児の世界 つゆだく天使（トレジャーワークス）
カプセル（モノクロ彩色）、ボックス（カラー彩色）の2種
- コミックダウンロード販売（Kindle 楽天ダウンロード DMM.com他）

きつねの花嫁（キープオン）
見知らぬ客（キープオン）
淫靡邸の美少女（キープオン）
幻のハーレム（キープオン）
緊縛千一夜（キープオン）
牝狐の夜道（キープオン）
縄の仕置人（キープオン）
純縄物語（キープオン）
愛縄物語（キープオン）
激縄物語（キープオン）
少女妻欲情玩具(グループゼロ)
奉公娘　早苗〈表紙イラスト〉（ｅマニア文庫）